# 別れの旅 (アルバム)
『別れの旅』（わかれのたび）は、藤圭子のスタジオ・アルバム。1972年6月25日発売。発売元はRCA。規格品番はJRS-7194。2014年2月26日にソニー・ミュージックダイレクトから初CD化された。CD盤の規格品番はMHCL-30216。

## 解説
シングル・レコード「京都から博多まで」（1972年1月25日発売、JRT-1207。前1971年発売アルバムからのシングルカット）、「別れの旅」とB面曲「哀別」（1972年5月25日発売、JRT-1237）が収録された藤圭子のLPスタジオ・アルバムである。全曲オリジナル作品。
ソニー系列の「日本の名盤復刻シリーズ」で廉価価格にて復刻され、2014年に初CD化された。CD化の際、音源に対しデジタル・リマスタリングが施された。また、CD規格は「高品質CD」とされるBlu-specCD2仕様である。歌詞が掲載された8つ折り紙の裏面ではLPに封入されたポスターが復刻印刷されている。
歌詞カードには渡辺とつむによるライナーノーツ「歌謡曲と"その人生"」が掲載されている。

## 収録曲
- レコードではM-1〜M-6がA面、M-7〜M-12がB面

1. 別れの旅（4分秒）[注釈 1]
  - 作詞: 阿久悠、作曲: 猪俣公章、編曲: 池田孝
2. さいはての町（3分0秒）
  - 作詞: はぞのなな、作曲: 六見茂明、編曲: 葵まさひこ
3. 恋無情（3分38秒）
  - 作詞: 穂高五郎、作曲: 曽根幸明、編曲: 青山一郎
4. こわれ人形の詩（4分12秒）
  - 作詞: 山口洋子、作曲: 野々卓也、編曲: 龍崎孝路
5. 面影（3分13秒）
  - 作詞: 石坂まさを、作曲: 中村泰士、編曲: 馬飼野俊一
6. 京都から博多まで（3分23秒）
  - 作詞: 阿久悠、作曲: 猪俣公章、編曲: 池田孝
7. 花のブルース（3分37秒）
  - 作詞: 石坂まさを、作曲: 猪俣公章、編曲: 池田孝
8. ネオン花哀歌（3分52秒）
  - 作詞: 山口洋子、作曲: さの秀祐、編曲: 池田孝
9. 東京の片隅で（3分6秒）
  - 作詞: 石坂まさを、作曲: 猪俣公章、編曲: 池田孝
10. 哀別（3分22秒）
  - 作詞: 石坂まさを、作曲: 中村泰士、編曲: 馬飼野俊一
11. 命（3分38秒）
  - 作詞: 三笠孝路、作曲: 曽根幸明、編曲: 青山一郎
12. 良太の子守唄（3分14秒）
  - 作詞・作曲: 石坂まさを、編曲: 龍崎孝路